# شورسسوو
شورسسوو (به آلمانی: Schorssow) یک شهر در آلمان است که در روشتوک واقع شده‌است. شورسسوو ۵۶۳ نفر جمعیت دارد.